# Darko Kovačević
Darko Kovačević (in serbo Дарко Ковачевић?, pron. serba [ˈdârko koʋât͡ʃeʋit͡ɕ]; Kovin, 18 novembre 1973) è un dirigente sportivo ed ex calciatore serbo, di ruolo attaccante.
Due volte capocannoniere della Coppa UEFA nelle edizioni 1998-1999 e 1999-2000, rispettivamente con Real Sociedad e Juventus, del club spagnolo è inoltre, assieme a Jesús María Satrústegui, primatista di reti (10) nelle competizioni confederali.

## Caratteristiche tecniche
Centravanti non particolarmente prolifico, tuttavia si sacrificava molto per la squadra ed era molto abile nel gioco aereo.

## Carriera

### Giocatore

#### Club

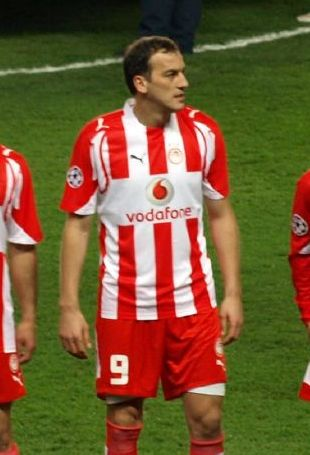
Kovačević all'Olympiakos nel 2008

Ha iniziato la carriera con il Proleter Zrenjanin, poi ha giocato con Stella Rossa, Sheffield Weds e Real Sociedad, passando poi nel 1999 alla Juventus per la cifra di 37 miliardi di lire.
In bianconero partirà inizialmente come rincalzo dei più quotati Filippo Inzaghi e Alessandro Del Piero, per poi trovare comunque abbastanza spazio nel suo biennio piemontese in cui metterà a segno 26 reti. Segnò alcuni gol decisivi per il vantaggio della Juventus in Serie A, come il momentaneo 0-1 contro la Reggiana, la doppietta rifilata all'Inter e un gol allo scadere contro il Bologna.  A Torino bissa inoltre la vittoria nella classifica marcatori della Coppa UEFA 1999-2000, titolo che aveva già fatto suo nell'edizione precedente a San Sebastián. Nella stagione seguente, viene schierato molto di meno a causa dell'arrivo di David Trezeguet, giocando solamente 21 partite di campionato con 5 reti.
Nel 2001 viene ceduto dai bianconeri alla Lazio nell'ambito dell'affare che porta Marcelo Salas in Piemonte; la sua esperienza nella Capitale è però deludente e dopo soli sei mesi, trascorsi scendendo poche volte in campo, fa ritorno alla Real Sociedad. Nella sua seconda esperienza con la squadra basca va a formare un'affiatata coppia d'attacco con Nihat Kahveci.
Nell'estate 2007 si trasferisce all'Olympiacos, che grazie al suo contributo riesce a raggiungere la fase a eliminazione diretta della UEFA Champions League, superando un ostico girone comprendente formazioni del calibro di Real Madrid, Werder Brema e la succitata Lazio. Proprio contro i suoi ex compagni di squadra biancocelesti, il 28 novembre 2007 segna all'Olimpico il decisivo 2-1 che qualifica i greci agli ottavi di finale, dove saranno poi eliminati dal Chelsea futuro finalista dell'edizione.
Nel gennaio 2009 si è ritirato dall'attività agonistica per problemi cardiaci.

#### Nazionale
Nazionale jugoslavo prima e serbomontenegrino poi, conta 59 presenze e 10 gol con la sua rappresentativa. Ha partecipato al campionato del mondo 1998 e al campionato d'Europa 2000, senza riuscire segnare in nessuna delle due competizioni.

### Dopo il ritiro
Dopo il ritiro dall'attività agonistica Kovačević rimane nel mondo del calcio entrando nei quadri della sua ultima squadra da giocatore, l'Olympiacos, in veste di dirigente.
Il 7 gennaio 2020 è stato vittima di una sparatoria ad Atene, nel corso della quale è rimasto ferito a una gamba.

## Statistiche

### Presenze e reti nei club
| Stagione                  | Squadra                   | Campionato                | Campionato | Campionato | Coppe nazionali | Coppe nazionali | Coppe nazionali | Coppe continentali | Coppe continentali | Coppe continentali | Altre coppe | Altre coppe | Altre coppe | Totale | Totale |
| Stagione                  | Squadra                   | Comp                      | Pres       | Reti       | Comp            | Pres            | Reti            | Comp               | Pres               | Reti               | Comp        | Pres        | Reti        | Pres   | Reti   |
| ------------------------- | ------------------------- | ------------------------- | ---------- | ---------- | --------------- | --------------- | --------------- | ------------------ | ------------------ | ------------------ | ----------- | ----------- | ----------- | ------ | ------ |
| 1992-1993                 | Proleter Zrenjanin        | PL                        | 32         | 6          | CJ              | ?               | ?               | -                  | -                  | -                  | -           | -           | -           | 32+    | 6+     |
| 1993-1994                 | Proleter Zrenjanin        | PL                        | 31         | 19         | CJ              | ?               | ?               | -                  | -                  | -                  | -           | -           | -           | 31+    | 19+    |
| Totale Proleter Zrenjanin | Totale Proleter Zrenjanin | Totale Proleter Zrenjanin | 63         | 25         |                 | ?               | ?               |                    | -                  | -                  |             | -           | -           | 63+    | 25+    |
| 1994-1995                 | Stella Rossa              | PL                        | 31         | 24         | CJ              | ?               | ?               | -                  | -                  | -                  | -           | -           | -           | 31+    | 24+    |
| 1995-1996                 | Stella Rossa              | PL                        | 16         | 13         | CJ              | ?               | ?               | CU                 | 2                  | 0                  | -           | -           | -           | 18+    | 13+    |
| Totale Stella Rossa       | Totale Stella Rossa       | Totale Stella Rossa       | 47         | 37         |                 | ?               | ?               |                    | 2                  | 0                  |             | -           | -           | 49+    | 37+    |
| 1995-1996                 | Sheffield Wednesday       | PL                        | 16         | 4          | FACup+CdL       | 1+0             | 0               | -                  | -                  | -                  | -           | -           | -           | 17     | 4      |
| 1996-1997                 | Real Sociedad             | PD                        | 35         | 8          | CR              | 1               | 1               | -                  | -                  | -                  | -           | -           | -           | 36     | 9      |
| 1997-1998                 | Real Sociedad             | PD                        | 33         | 17         | CR              | 4               | 3               | -                  | -                  | -                  | -           | -           | -           | 37     | 20     |
| 1998-1999                 | Real Sociedad             | PD                        | 30         | 16         | CR              | 1               | 0               | CU                 | 6                  | 8                  | -           | -           | -           | 37     | 24     |
| 1999-2000                 | Juventus                  | A                         | 26         | 6          | CI              | 4               | 3               | Int+CU             | 6+8                | 1+10               | -           | -           | -           | 44     | 20     |
| 2000-2001                 | Juventus                  | A                         | 21         | 5          | CI              | 2               | 0               | UCL                | 4                  | 1                  | -           | -           | -           | 27     | 6      |
| Totale Juventus           | Totale Juventus           | Totale Juventus           | 47         | 11         |                 | 6               | 3               |                    | 18                 | 12                 |             | -           | -           | 71     | 26     |
| lug.-dic. 2001            | Lazio                     | A                         | 7          | 0          | CI              | 1               | 0               | UCL                | 3                  | 0                  | -           | -           | -           | 11     | 0      |
| gen.-giu. 2002            | Real Sociedad             | PD                        | 19         | 8          | CR              | -               | -               | -                  | -                  | -                  | -           | -           | -           | 19     | 8      |
| 2002-2003                 | Real Sociedad             | PD                        | 36         | 20         | CR              | 1               | 0               | -                  | -                  | -                  | -           | -           | -           | 37     | 20     |
| 2003-2004                 | Real Sociedad             | PD                        | 36         | 8          | CR              | 0               | 0               | UCL                | 7                  | 2                  | -           | -           | -           | 43     | 10     |
| 2004-2005                 | Real Sociedad             | PD                        | 30         | 8          | CR              | 2               | 1               | -                  | -                  | -                  | -           | -           | -           | 32     | 9      |
| 2005-2006                 | Real Sociedad             | PD                        | 9          | 4          | CR              | 0               | 0               | -                  | -                  | -                  | -           | -           | -           | 9      | 4      |
| 2006-2007                 | Real Sociedad             | PD                        | 33         | 3          | CR              | 1               | 0               | -                  | -                  | -                  | -           | -           | -           | 34     | 3      |
| Totale Real Sociedad      | Totale Real Sociedad      | Totale Real Sociedad      | 261        | 92         |                 | 10              | 5               |                    | 13                 | 10                 |             | -           | -           | 284    | 107    |
| 2007-2008                 | Olympiakos                | SL                        | 27         | 17         | CG              | 4               | 4               | UCL                | 8                  | 3                  | SG          | 0           | 0           | 40     | 24     |
| 2008-2009                 | Olympiakos                | SL                        | 14         | 4          | CG              | 1               | 1               | UCL+CU             | 2+4                | 0+2                | -           | -           | -           | 21     | 7      |
| Totale Olympiakos         | Totale Olympiakos         | Totale Olympiakos         | 41         | 21         |                 | 5               | 5               |                    | 14                 | 5                  |             | 0           | 0           | 60     | 31     |
| Totale Carriera           | Totale Carriera           | Totale Carriera           | 482        | 190        |                 | 23+             | 13+             |                    | 50                 | 27                 |             | 0           | 0           | 555+   | 230+   |

### Cronologia presenze e reti in nazionale

#### RF Jugoslavia
| Cronologia completa delle presenze e delle reti in nazionale ― Jugoslavia | Cronologia completa delle presenze e delle reti in nazionale ― Jugoslavia | Cronologia completa delle presenze e delle reti in nazionale ― Jugoslavia | Cronologia completa delle presenze e delle reti in nazionale ― Jugoslavia | Cronologia completa delle presenze e delle reti in nazionale ― Jugoslavia | Cronologia completa delle presenze e delle reti in nazionale ― Jugoslavia | Cronologia completa delle presenze e delle reti in nazionale ― Jugoslavia | Cronologia completa delle presenze e delle reti in nazionale ― Jugoslavia |
| Data                                                                      | Città                                                                     | In casa                                                                   | Risultato                                                                 | Ospiti                                                                    | Competizione                                                              | Reti                                                                      | Note                                                                      |
| ------------------------------------------------------------------------- | ------------------------------------------------------------------------- | ------------------------------------------------------------------------- | ------------------------------------------------------------------------- | ------------------------------------------------------------------------- | ------------------------------------------------------------------------- | ------------------------------------------------------------------------- | ------------------------------------------------------------------------- |
| 27-12-1994                                                                | Buenos Aires                                                              | Argentina                                                                 | 1 – 0                                                                     | Jugoslavia                                                                | Amichevole                                                                | -                                                                         | 74’                                                                       |
| 31-1-1995                                                                 | Hong Kong                                                                 | Hong Kong League XI                                                       | 1 – 3                                                                     | Jugoslavia                                                                | Lunar New Year Cup 1995 - Semifinale                                      | -                                                                         | 63’                                                                       |
| 4-2-1995                                                                  | Hong Kong                                                                 | Jugoslavia                                                                | 1 – 0                                                                     | Corea del Sud under 21                                                    | Lunar New Year Cup 1995 - Finale                                          | 1                                                                         | 79’                                                                       |
| 31-3-1995                                                                 | Belgrado                                                                  | Jugoslavia                                                                | 1 – 0                                                                     | Uruguay                                                                   | Amichevole                                                                | -                                                                         |                                                                           |
| 31-5-1995                                                                 | Belgrado                                                                  | Jugoslavia                                                                | 1 – 2                                                                     | Russia                                                                    | Amichevole                                                                | -                                                                         | 54’                                                                       |
| 12-11-1995                                                                | San Salvador                                                              | El Salvador                                                               | 1 – 4                                                                     | Jugoslavia                                                                | Amichevole                                                                | -                                                                         | 64’                                                                       |
| 15-11-1995                                                                | Monterrey                                                                 | Messico                                                                   | 1 – 4                                                                     | Jugoslavia                                                                | Amichevole                                                                | 2                                                                         | 76’                                                                       |
| 27-3-1996                                                                 | Belgrado                                                                  | Jugoslavia                                                                | 1 – 0                                                                     | Romania                                                                   | Amichevole                                                                | -                                                                         | 87’                                                                       |
| 23-5-1996                                                                 | Shizuoka                                                                  | Messico                                                                   | 0 – 0                                                                     | Jugoslavia                                                                | Kirin Cup 1996                                                            | -                                                                         | 82’                                                                       |
| 26-5-1996                                                                 | Tokyo                                                                     | Giappone                                                                  | 1 – 0                                                                     | Jugoslavia                                                                | Kirin Cup 1996                                                            | -                                                                         | 79’                                                                       |
| 2-6-1996                                                                  | Belgrado                                                                  | Jugoslavia                                                                | 6 – 0                                                                     | Malta                                                                     | Qual. Mondiali 1998                                                       | -                                                                         | 24’                                                                       |
| 12-3-1997                                                                 | Belgrado                                                                  | Jugoslavia                                                                | 0 – 0                                                                     | Russia                                                                    | Amichevole                                                                | -                                                                         | 89’                                                                       |
| 12-6-1997                                                                 | Seul                                                                      | Ghana                                                                     | 1 – 3                                                                     | Jugoslavia                                                                | Amichevole                                                                | -                                                                         | Ammonizione                                                               |
| 14-6-1997                                                                 | Suwon                                                                     | Egitto                                                                    | 0 – 0                                                                     | Jugoslavia                                                                | Amichevole                                                                | -                                                                         |                                                                           |
| 16-6-1997                                                                 | Seul                                                                      | Corea del Sud                                                             | 1 – 1                                                                     | Jugoslavia                                                                | Amichevole                                                                | -                                                                         |                                                                           |
| 28-1-1998                                                                 | Tunisi                                                                    | Tunisia                                                                   | 0 – 3                                                                     | Jugoslavia                                                                | Amichevole                                                                | -                                                                         | 61’                                                                       |
| 22-4-1998                                                                 | Belgrado                                                                  | Jugoslavia                                                                | 3 – 1                                                                     | Corea del Sud                                                             | Amichevole                                                                | -                                                                         | 46’                                                                       |
| 29-5-1998                                                                 | Belgrado                                                                  | Jugoslavia                                                                | 3 – 0                                                                     | Nigeria                                                                   | Amichevole                                                                | 1                                                                         | 46’                                                                       |
| 3-6-1998                                                                  | Losanna                                                                   | Jugoslavia                                                                | 1 – 0                                                                     | Giappone                                                                  | Amichevole                                                                | -                                                                         | 55’                                                                       |
| 6-6-1998                                                                  | Basilea                                                                   | Svizzera                                                                  | 1 – 1                                                                     | Jugoslavia                                                                | Amichevole                                                                | -                                                                         | 46’                                                                       |
| 14-6-1998                                                                 | Saint-Étienne                                                             | Jugoslavia                                                                | 1 – 0                                                                     | Iran                                                                      | Mondiali 1998 - 1º turno                                                  | -                                                                         | 68’                                                                       |
| 21-6-1998                                                                 | Lens                                                                      | Germania                                                                  | 2 – 2                                                                     | Jugoslavia                                                                | Mondiali 1998 - 1º turno                                                  | -                                                                         | 57’                                                                       |
| 2-9-1998                                                                  | Niš                                                                       | Jugoslavia                                                                | 1 – 1                                                                     | Svizzera                                                                  | Amichevole                                                                | -                                                                         | 46’                                                                       |
| 23-9-1998                                                                 | São Luís                                                                  | Brasile                                                                   | 1 – 1                                                                     | Jugoslavia                                                                | Amichevole                                                                | -                                                                         | 56’                                                                       |
| 18-11-1998                                                                | Belgrado                                                                  | Jugoslavia                                                                | 1 – 0                                                                     | Irlanda                                                                   | Qual. Euro 2000                                                           | -                                                                         | 46’                                                                       |
| 23-12-1998                                                                | Ramat Gan                                                                 | Israele                                                                   | 2 – 0                                                                     | Jugoslavia                                                                | Amichevole                                                                | -                                                                         | 62’, 64’                                                                  |
| 10-2-1999                                                                 | Ta' Qali                                                                  | Malta                                                                     | 0 – 3                                                                     | Jugoslavia                                                                | Qual. Euro 2000                                                           | -                                                                         | 70’                                                                       |
| 8-6-1999                                                                  | Salonicco                                                                 | Jugoslavia                                                                | 4 – 1                                                                     | Malta                                                                     | Qual. Euro 2000                                                           | 1                                                                         |                                                                           |
| 18-8-1999                                                                 | Belgrado                                                                  | Jugoslavia                                                                | 0 – 0                                                                     | Croazia                                                                   | Qual. Euro 2000                                                           | -                                                                         | 62’                                                                       |
| 1-9-1999                                                                  | Dublino                                                                   | Irlanda                                                                   | 2 – 1                                                                     | Jugoslavia                                                                | Qual. Euro 2000                                                           | -                                                                         | 76’                                                                       |
| 5-9-1999                                                                  | Belgrado                                                                  | Jugoslavia                                                                | 3 – 1                                                                     | Macedonia                                                                 | Qual. Euro 2000                                                           | -                                                                         | 82’ 90’                                                                   |
| 8-9-1999                                                                  | Skopje                                                                    | Macedonia                                                                 | 2 – 4                                                                     | Jugoslavia                                                                | Qual. Euro 2000                                                           | -                                                                         | 82’                                                                       |
| 23-2-2000                                                                 | Skopje                                                                    | Macedonia                                                                 | 1 – 2                                                                     | Jugoslavia                                                                | Amichevole                                                                | -                                                                         |                                                                           |
| 28-3-2000                                                                 | Belgrado                                                                  | Jugoslavia                                                                | 1 – 0                                                                     | Cina                                                                      | Amichevole                                                                | -                                                                         | 46’                                                                       |
| 25-5-2000                                                                 | Pechino                                                                   | Cina                                                                      | 0 – 2                                                                     | Jugoslavia                                                                | Amichevole                                                                | 1                                                                         | 46’ 57’                                                                   |
| 28-5-2000                                                                 | Seul                                                                      | Corea del Sud                                                             | 0 – 0                                                                     | Jugoslavia                                                                | Amichevole                                                                | -                                                                         | 22’ 46’                                                                   |
| 30-5-2000                                                                 | Seongnam                                                                  | Corea del Sud                                                             | 0 – 0                                                                     | Jugoslavia                                                                | Amichevole                                                                | -                                                                         | 46’                                                                       |
| 13-6-2000                                                                 | Charleroi                                                                 | Jugoslavia                                                                | 3 – 3                                                                     | Slovenia                                                                  | Euro 2000 - 1º turno                                                      | -                                                                         | 52’                                                                       |
| 25-6-2000                                                                 | Rotterdam                                                                 | Paesi Bassi                                                               | 6 – 1                                                                     | Jugoslavia                                                                | Euro 2000 - Quarti di finale                                              | -                                                                         | 70’                                                                       |
| 3-9-2000                                                                  | Lussemburgo                                                               | Lussemburgo                                                               | 0 – 2                                                                     | Jugoslavia                                                                | Qual. Mondiali 2002                                                       | -                                                                         | 70’                                                                       |
| 24-3-2001                                                                 | Belgrado                                                                  | Jugoslavia                                                                | 1 – 1                                                                     | Svizzera                                                                  | Qual. Mondiali 2002                                                       | -                                                                         | 65’                                                                       |
| 15-8-2001                                                                 | Belgrado                                                                  | Jugoslavia                                                                | 2 – 0                                                                     | Fær Øer                                                                   | Qual. Mondiali 2002                                                       | -                                                                         | 46’                                                                       |
| 1-9-2001                                                                  | Basilea                                                                   | Svizzera                                                                  | 1 – 2                                                                     | Jugoslavia                                                                | Qual. Mondiali 2002                                                       | -                                                                         | 69’                                                                       |
| 5-9-2001                                                                  | Belgrado                                                                  | Jugoslavia                                                                | 1 – 1                                                                     | Slovenia                                                                  | Qual. Mondiali 2002                                                       | -                                                                         | 77’                                                                       |
| 17-5-2002                                                                 | Mosca                                                                     | Ucraina                                                                   | 2 – 0                                                                     | Jugoslavia                                                                | LG Cup 2002 (Russia) - Semifinale                                         | -                                                                         | 46’ 90+1’                                                                 |
| 19-5-2002                                                                 | Mosca                                                                     | Russia                                                                    | 1 – 1 (5 – 6 dtr)                                                         | Jugoslavia                                                                | LG Cup 2002 (Russia) - Finale 3º posto                                    | 1                                                                         | 75’                                                                       |
| 21-8-2002                                                                 | Sarajevo                                                                  | Bosnia ed Erzegovina                                                      | 0 – 2                                                                     | Jugoslavia                                                                | Amichevole                                                                | 1                                                                         | 75’                                                                       |
| 6-9-2002                                                                  | Praga                                                                     | Rep. Ceca                                                                 | 5 – 0                                                                     | Jugoslavia                                                                | Amichevole                                                                | -                                                                         | 81’                                                                       |
| 12-10-2002                                                                | Napoli                                                                    | Italia                                                                    | 1 – 1                                                                     | Jugoslavia                                                                | Qual. Euro 2004                                                           | -                                                                         | 72’ 73’                                                                   |
| 16-10-2002                                                                | Belgrado                                                                  | Jugoslavia                                                                | 2 – 0                                                                     | Finlandia                                                                 | Qual. Euro 2004                                                           | 1                                                                         | 40’ 46’                                                                   |
| 20-11-2002                                                                | Saint-Denis                                                               | Francia                                                                   | 3 – 0                                                                     | Jugoslavia                                                                | Amichevole                                                                | -                                                                         | cap. 46’                                                                  |
| Totale                                                                    |                                                                           | Presenze                                                                  | 51                                                                        |                                                                           | Reti                                                                      | 9                                                                         |                                                                           |

#### Serbia e Montenegro
| Cronologia completa delle presenze e delle reti in nazionale ― Serbia e Montenegro | Cronologia completa delle presenze e delle reti in nazionale ― Serbia e Montenegro | Cronologia completa delle presenze e delle reti in nazionale ― Serbia e Montenegro | Cronologia completa delle presenze e delle reti in nazionale ― Serbia e Montenegro | Cronologia completa delle presenze e delle reti in nazionale ― Serbia e Montenegro | Cronologia completa delle presenze e delle reti in nazionale ― Serbia e Montenegro | Cronologia completa delle presenze e delle reti in nazionale ― Serbia e Montenegro | Cronologia completa delle presenze e delle reti in nazionale ― Serbia e Montenegro |
| Data                                                                               | Città                                                                              | In casa                                                                            | Risultato                                                                          | Ospiti                                                                             | Competizione                                                                       | Reti                                                                               | Note                                                                               |
| ---------------------------------------------------------------------------------- | ---------------------------------------------------------------------------------- | ---------------------------------------------------------------------------------- | ---------------------------------------------------------------------------------- | ---------------------------------------------------------------------------------- | ---------------------------------------------------------------------------------- | ---------------------------------------------------------------------------------- | ---------------------------------------------------------------------------------- |
| 27-3-2003                                                                          | Kruševac                                                                           | Serbia e Montenegro                                                                | 1 – 2                                                                              | Bulgaria                                                                           | Amichevole                                                                         | 1                                                                                  |                                                                                    |
| 3-6-2003                                                                           | Leicester                                                                          | Inghilterra                                                                        | 2 – 1                                                                              | Serbia e Montenegro                                                                | Amichevole                                                                         | -                                                                                  | 82’                                                                                |
| 7-6-2003                                                                           | Tampere                                                                            | Finlandia                                                                          | 3 – 0                                                                              | Serbia e Montenegro                                                                | Qual. Euro 2004                                                                    | -                                                                                  | 80’                                                                                |
| 11-6-2003                                                                          | Baku                                                                               | Azerbaigian                                                                        | 2 – 1                                                                              | Serbia e Montenegro                                                                | Qual. Euro 2004                                                                    | -                                                                                  |                                                                                    |
| 20-8-2003                                                                          | Belgrado                                                                           | Serbia e Montenegro                                                                | 1 – 0                                                                              | Galles                                                                             | Qual. Euro 2004                                                                    | -                                                                                  | cap.                                                                               |
| 11-10-2003                                                                         | Cardiff                                                                            | Galles                                                                             | 2 – 3                                                                              | Serbia e Montenegro                                                                | Qual. Euro 2004                                                                    | -                                                                                  | cap. 79’                                                                           |
| 16-11-2003                                                                         | Płock                                                                              | Polonia                                                                            | 4 – 3                                                                              | Serbia e Montenegro                                                                | Amichevole                                                                         | -                                                                                  | 84’                                                                                |
| 31-3-2004                                                                          | Belgrado                                                                           | Serbia e Montenegro                                                                | 0 – 1                                                                              | Norvegia                                                                           | Amichevole                                                                         | -                                                                                  | cap. 60’                                                                           |
| Totale                                                                             |                                                                                    | Presenze                                                                           | 8                                                                                  |                                                                                    | Reti                                                                               | 1                                                                                  |                                                                                    |

## Palmarès

### Club

#### Competizioni nazionali
- Campionato jugoslavo: 1

Stella Rossa Belgrado: 1994-1995
- Coppa di Jugoslavia: 1

Stella Rossa Belgrado: 1994-1995
- Campionato greco: 2

Olympiakos: 2007-2008, 2008-2009
- Coppa di Grecia: 2

Olympiakos: 2007-2008, 2008-2009

#### Competizioni internazionali
- Coppa Intertoto UEFA: 1

Juventus: 1999

### Individuale
- Capocannoniere della Coppa UEFA: 2 (record condiviso con Jupp Heynckes, Radamel Falcao e Aritz Aduriz)

1998-1999 (8 gol), 1999-2000 (10 gol)